# Jioji Konrote
Le major-général Jioji (George) Konousi Konrote, né le 26 décembre 1947 à Rotuma, est un militaire, diplomate et homme d'État fidjien. Commandant de la Force intérimaire des Nations unies au Liban et secrétaire général adjoint des Nations unies d'octobre 1997 à octobre 1999, il est président de la république des Fidji du 12 novembre 2015 au 12 novembre 2021.

## Biographie

### Jeunesse
Konrote est originaire de l'île de Rotuma et fait partie de la population autochtone polynésienne de cette île, minorité au sein de la nation fidjienne. Il effectue sa scolarité primaire et secondaire aux Fidji, puis s'engage dans les forces militaires du pays (Royal Fiji Military Forces) en mai 1966, à l'âge de 18 ans.

### Carrière militaire
En 1970, l'année de l'indépendance des Fidji, il est détaché auprès des forces militaires néo-zélandaises. Un an plus tard, il intègre l'école de formation des officiers australienne, dont il ressort l'année suivante sous-lieutenant du régiment d'infanterie fidjien. À ce titre, il est détaché auprès de l'Armée de terre britannique en Extrême-Orient, comme officier d'infanterie à Hong Kong de 1974 à 1975. Il reprendra par la suite ses études militaires, devenant fellow de l'Académie militaire d'Australie à l'issue d'une formation en études stratégiques en 1996, puis diplômé du programme de sécurité nationale et internationale de la John F. Kennedy School of Government de l'université Harvard en 2000.
En mars 1986, il est nommé commandant du régiment d'infanterie fidjien déployé dans le cadre de la FINUL, la force de maintien de paix des Nations unies au Liban. Il est vice-commandant de la FINUL d'avril 1990 à avril 1991, date à laquelle il est nommé vice-commandant des forces armées fidjiennes. Enfin, d'octobre 1997 à septembre 1999, il occupe les fonctions de commandant de la FINUL.

### Carrière diplomatique
En février 2000, il intègre la haute fonction publique administrative comme secrétaire permanent au ministère de l'Intérieur et de l'Immigration, fonction qu'il occupe jusqu'en mars 2002. D'avril 2002 à mars 2006, il est haut-commissaire (ambassadeur) des Fidji en Australie, ainsi que haut-commissaire (non-résident) auprès de Singapour.

### Carrière politique
Après son retour aux Fidji, il se lance en politique en se présentant comme candidat sans étiquette aux élections législatives de mai 2006, dans l'unique circonscription ethnique réservée aux Rotumiens, et est élu député. Bien qu'ayant été élu sans appartenance politique, il est nommé secrétaire d'État à l'Immigration et aux Anciens combattants dans le gouvernement conservateur et nationaliste autochtone du Premier ministre Laisenia Qarase.
Le gouvernement Qarase est renversé par un coup d'État militaire le 5 décembre 2006. L'auteur du coup d'État, le chef des armées Voreqe Bainimarama, accuse Qarase de corruption, et de racisme contre la minorité indienne du pays. Bainimarama prend le pouvoir ; Konrote retourne à Rotuma, où il travaille dès lors comme conseiller auprès du Conseil de Rotuma pour « planifier et coordonner l'application des politiques de développement pour l'île », en concertation avec le gouvernement fidjien. En amont des élections de septembre 2014 (les premières depuis le coup d'État), il rejoint le nouveau parti Fidji d'abord fondé par Bainimarama, se porte candidat, avant d'être élu député. Le 24 septembre, le Premier ministre Voreqe Bainimarama, fort désormais d'une majorité au Parlement, le nomme ministre de l'Emploi, de la Productivité et des Relations sociales. L'une de ses premières tâches est de mettre en œuvre un salaire minimum de 2,32 F$ par heure à travers le pays, qui entre en application le 1er juillet 2015.

### Président de la République
Le 12 octobre 2015, un mois avant l'expiration du mandat du président de la République Epeli Nailatikau, le Parlement se réunit pour élire son successeur. Konrote est le candidat du gouvernement, tandis que l'opposition parlementaire propose Ratu Epeli Ganilau, ancien commandant des forces armées et ancien ministre des Affaires autochtones. C'est la première fois que le Parlement procède à l'élection du chef de l'État, dont les fonctions sont principalement cérémonielles et symboliques, en accord avec les dispositions de la Constitution de 2013. Konrote est élu avec trente-et-une voix, contre quatorze (celles des députés du parti Sodelpa) pour Ganilau ; les trois députés du Parti de la fédération nationale s'abstiennent. Il est le premier président fidjien à ne pas être iTaukei, c'est-à-dire autochtone mélanésien. Il est également le premier à ne pas être issu de l'aristocratie et à ne pas avoir un titre de chef coutumier. Il est investi dans ses fonctions le 12 novembre suivant.
Le 31 août 2018, le Parlement le réélit pour un nouveau mandat de trois ans. L'opposition parlementaire proteste que cette réélection est prématurée, le mandat du président ne s'achevant qu'en novembre, et le parti Sodelpa refuse de prendre part au vote.

## Distinctions
En reconnaissance de ses services, il est fait officier de l'ordre des Fidji et est distingué de l'ordre du Mérite de la République italienne, en 1997, puis de l'ordre national du Cèdre par le gouvernement libanais en 1999. Ces décorations s'ajoutent à la Croix militaire que lui a attribué le Royaume-Uni en 1982.